# 科爾瓦里山
14°35′26″S 69°29′00″W / 14.59056°S 69.48333°W
科爾瓦里山（Jorhuari），是秘魯的山峰，位於該國東南部普諾大區，由聖安東尼奧德普蒂納省和桑迪亞省負責管轄，屬於阿波洛班巴山脈的一部分，海拔高度約5,200米。